# Putrajaya
| Putrajaya           | Putrajaya      |
| Flagge              | Wappen         |
| ------------------- | -------------- |
| Flagge              | Wappen         |
| Abkürzung:          | PJY            |
| Fläche:             | 46 km²         |
| Einwohner:          | 50.000 (2007)  |
| Bevölkerungsdichte: | 978,2 Ew/km²   |
| Hauptstadt:         | Putrajaya      |
| Website:            | www.ppj.gov.my |

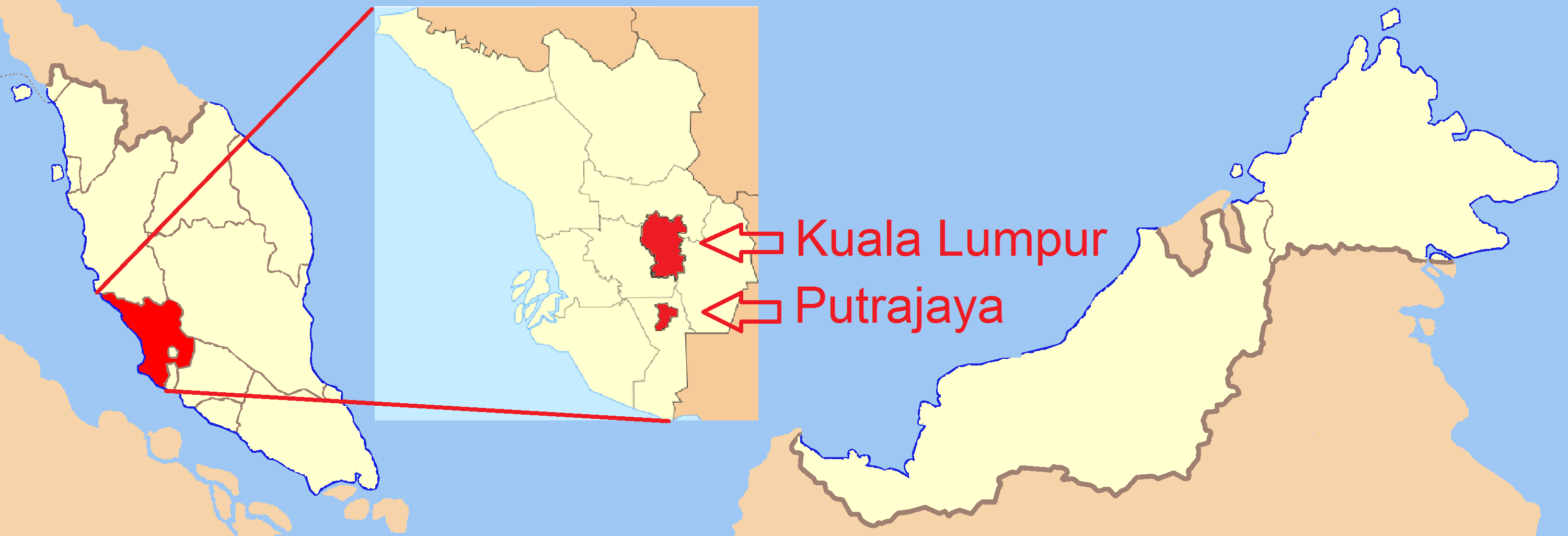
Lage von Putrajaya in Malaysia

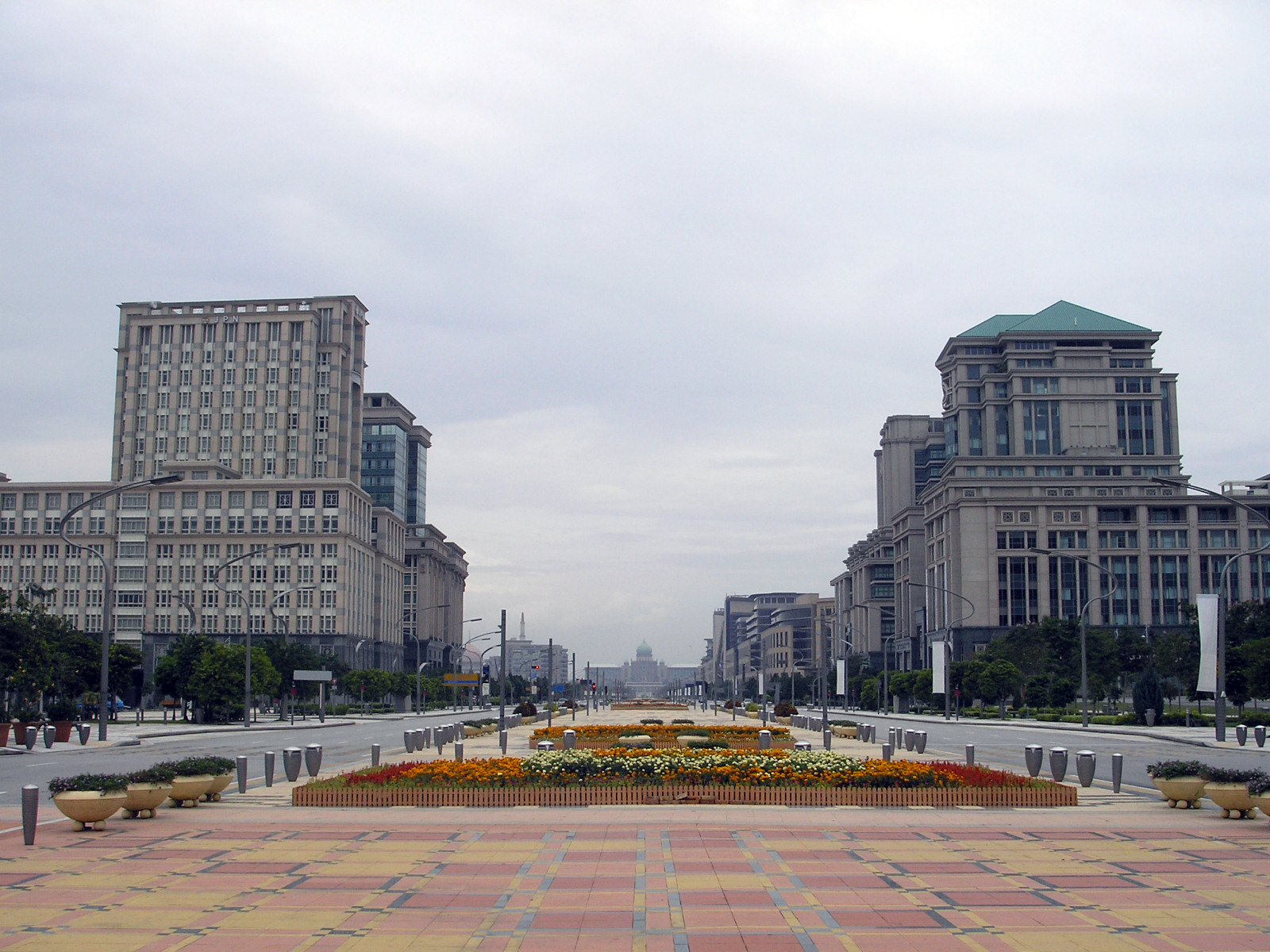
Blick auf die Hauptachse von Putrajaya – die Straße Periana Perdana

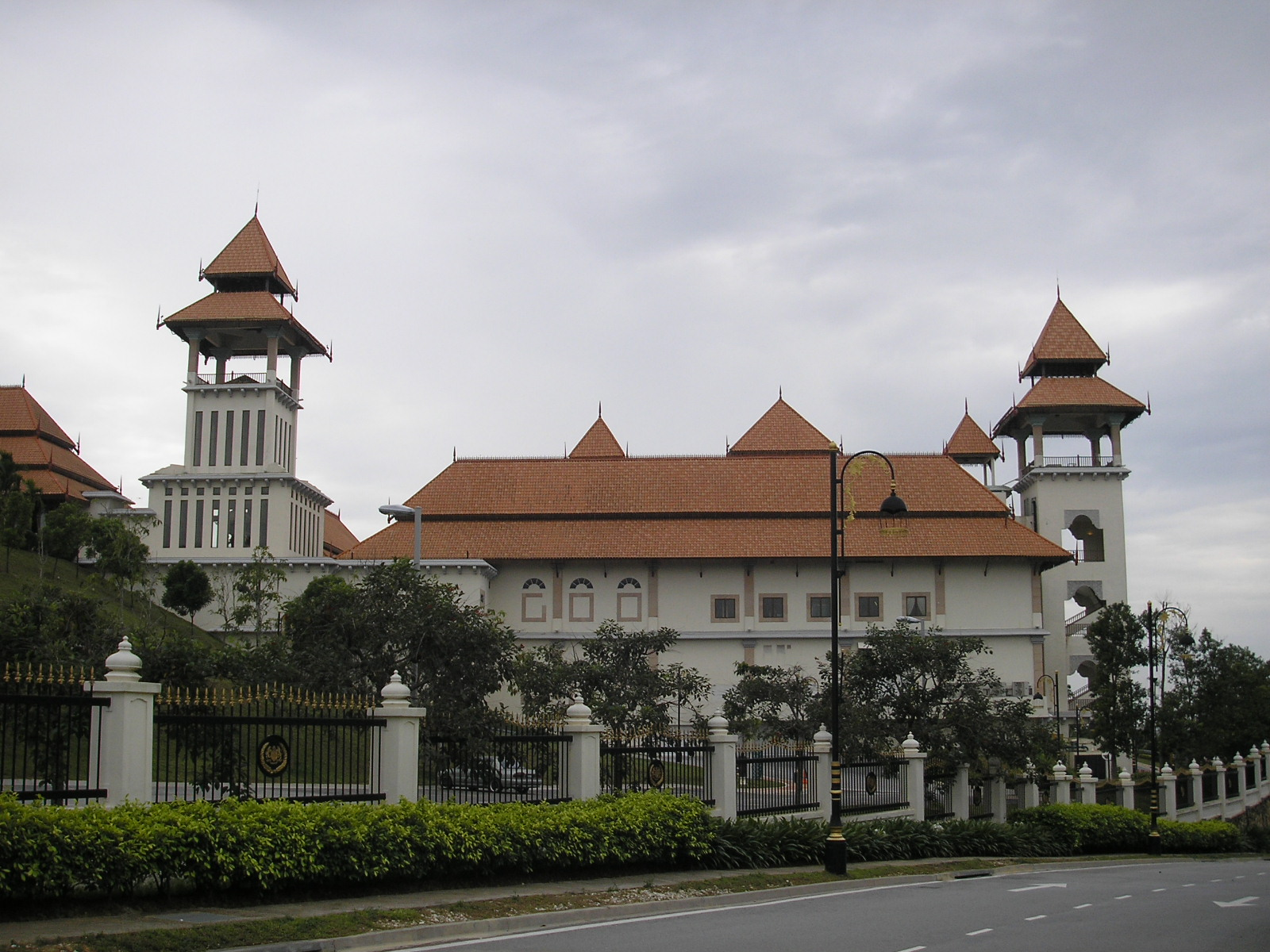
Istana Melawati, die Residenz des Königs von Malaysia

Putrajaya (Jawi: ڤوتراجاي) ist eine 1995 gegründete Planstadt in Malaysia. Sie dient als neues Verwaltungszentrum der Föderation. Der Ort liegt etwa 25 Kilometer südlich der Hauptstadt Kuala Lumpur auf der Malaiischen Halbinsel und gehört zur Sonderwirtschaftszone Multimedia Super Corridor (MSC). Neben Kuala Lumpur und Labuan ist Putrajaya eines der Bundesterritorien Malaysias.

## Gründung als neuer Regierungssitz
In den 1990er Jahren erwarb die malaysische Bundesregierung das Gebiet Prang Besar vom Bundesstaat Selangor, um dort die neue Stadt zu errichten. Der Ort bekam seinen Namen vom ersten Premierminister Malaysias, Tunku Abdul Rahman Putra. Das jaya im Namen bedeutet „Erfolg“ oder „Perfektion“. Dem malaysischen Premierminister Mahathir bin Mohamad zufolge sei einer der Gründe für die Gründung Putrajayas gewesen, Malaysia eine von Malaien gebaute „Verwaltungshauptstadt“ zu geben, während die „kommerzielle Hauptstadt“ Kuala Lumpur eine britische Stadtgründung gewesen sei.
Die Stadtlandschaft wird bestimmt durch künstlich angelegte Seen und ausgedehnte Grünflächen sowie Paradebeispiele der islamisch-malaysischen Architektur.
Nicht weit ist Cyberjaya, eine Cyber-Stadt, ebenfalls im Multimedia Super Corridor.

## Transport
Ursprünglich schloss die Planung der Stadt eine dem Kuala Lumpur Monorail gleichende Einschienenbahn ein. Aufgrund der bei weitem nicht erreichten geplanten Einwohnerzahlen wurde das Projekt vorerst auf Eis gelegt. Lediglich die bereits begonnene Monorailstation am Bahnhof der Stadt zeugt von diesem Projekt.
Putrajaya ist mit einer Station an den KLIA Transit angeschlossen, der seit 2002 Kuala Lumpur mit dem internationalen Flughafen Kuala Lumpur International Airport (KLIA) in Sepang verbindet.

## Sehenswürdigkeiten
- Istana Melawati, Residenz des Königs
- Istana Darul Ehsan, Residenz des Sultans von Selangor.
- Die Putra-Moschee fasst 15.000 Gläubige. Mit 116 Metern ist das Minarett das zweithöchste Südostasiens. Der Bau der Moschee begann im Jahre 1997 und endete zwei Jahre später.
- Perdana Putra. In diesem großen Komplex hat der Premierminister seine Arbeitsräume. Erbaut wurde das Gebäude in den Jahren 1997 bis 1999.
- Seri Perdana, Residenz des Premierministers (bezogen im Juni 1999).
- Putrajaya International Convention Center

## Sport
Von 2009 bis 2016 wurde (unregelmäßig) im Oktober der Ironman 70.3 Putrajaya ausgetragen – ein Triathlon über die halbe Ironman-Distanz. Dabei mussten die Disziplinen 1,9 km Schwimmen, 90 km Radfahren und 21,1 km Laufen bewältigt werden.